# Швабы
Швабы (нем. Schwaben, svevi, σουήβων) — этническая группа (народность) немцев, говорящая на одном из южнонемецких диалектов немецкого языка (алеманнском диалекте верхненемецкого языка).
Швабы населяют главным образом современные государства (земли) Баден-Вюртемберг, Бавария (юг и запад) а вне пределов ФРГ встречаются во Франции (Эльзас), в Австрийской Республике (Форальберг), Швейцарской Конфедерации (Немецкая Швейцария) и Закарпатской области Украины. Швабский диалект (язык), в свою очередь, имеет множество вариантов: почти каждый швабский город имеет свои лингвистические особенности, а от немцев других стран (областей, краёв) отличаются некоторыми особенностями материальной и духовной культуры.

## История швабов
Понятие «швабы» обозначает народность или говорящих на швабском диалекте. Понятие происходит от названия германского племени свевы (Suebe, в другом источнике (лат. suebi, древнегерм. swaba)). Свевы относились к западногерманскому племенному объединению герминонов.
Название Суебия, как и понятие Алеманния, первоначально обозначало область расселения алеманнов, которые в III веке заселили юго-запад сегодняшней немецкой языковой области. С V века их также называли свевами, либо из-за частично свевского происхождения, либо из-за вновь прибывших свевов с территории Дуная. Свевская держава в сегодняшней Галисии (Испания) и Северной Португалии с V века к 585 году развалилась, не оставив названия региону.
Герцогство Швабия, заново основанное франками на территории бывшего алеманнского королевства, охватывало почти полностью алеманнскую область языка, а также немецкие языковые области Швейцарии. С точки зрения языкознания швабский диалект относится к алеманнской группе диалектов.
В средние века феодальное старогерманское герцогство Швабия (первоначально Алемания), включало в себя земли (края) Вюртемберг, Баден, Эльзас, части Баварии и Швейцарии и небольшую часть Северной Италии. Швабское герцогство было уничтожено при Гогенштауфенах.
В 1488 году был создан Великий швабский союз. В 1534 году под влиянием религиозных распрей и борьбы за влияние между духовенством, рыцарями и городскими общинами (цехами) союз распался и Швабия разделилась на мелкие территориальные образования.
Суверенные права Гогенцоллернов на часть Швабии были переданы в 1849 году Пруссии.
Швабы и другие немцы проживали в одной области Венгерского королевства, эта область носит название Швабская Турция.
Перед упразднением Германской империи в 1918 году швабы проживали, в основном, в трёх германских государственных образованиях, входящих в вышеназванную империю с Пруссией во главе — в Вюртембергском королевстве, великом герцогстве Баденском и королевстве Бавария. Но только Вюртемберг считается именно страной швабов. При этом Вюртемберг не являлся историческим государством швабов, а просто поглотил большую часть существовавшего до этого древнего герцогства Швабия. В Вюртембергском королевстве швабы составляли лишь одну из трёх крупнейших национальных групп, наряду с потомками германских племён алеманнов и франков. Такой же приблизительно этнический состав был также и в соседнем Бадене. Сейчас землёй швабов считается федеральная земля Баден-Вюртемберг.
Сегодня под швабами понимают прежде всего говорящих на диалекте. При этом часто различают говорящих на алеманнском баденцев (южнее Баден-Бадена), эльзасцев, швейцарцев, лихтенштейнцев и форарльбержцев (Австрия), как и говорящих на швабском южных швабов, вюртембержцев и баварских швабов.
В Швейцарии и в Эльзасе понятие «швабы» некоторые используют в негативном смысле, что в Швейцарии восходит к времени Швабских войн. Насмешливое название немцев «швабы» использовалось в дореволюционной России, затем в Советском Союзе и Югославии с начала Великой Отечественной войны. До осени 1915 года «швабами» сербы презрительно называли австрийцев и немцев. Эльзасцы во Франции презрительно называли немцев «швабами». Также сами немцы и чехи с русскими презрительно называют «швабами» чёрных тараканов (нем. Schwaben, Schabe, чеш. Švábi).
Территория швабов, в нынешнем значении слова, не имеет чётких границ, по употреблению диалекта она может включать часть Баден-Вюртемберга и Баварии (между Шварцвальдом, Боденским озером, Альгойскими Альпами, Лехом, Вёрницем, Хоенлое и Хойхельбергом) или даже всё алеманское пространство, которое также включает в себя Южный Баден, Эльзас, немецкую часть Швейцарии и Форарльберг.

## История переселения выходцев из Швабии в Российскую империю
Выходцы из Швабии, массово, а также из соседних с ней территорий Германии, Франции (Эльзас) и Швейцарии, в ходе немецкой колонизации начинают появляться в России c конца XVIII века, когда в результате Манифеста Екатерины II возникают поселения иностранных колонистов на берегах Волги. Но, как отмечают исследователи (Г. Дингес, В. М. Жирмунский), на Волге носители швабских диалектов были представлены незначительно, здесь преобладали в основном выходцы из Гессена. Значительный поток выходцев из Швабии приходится на начало XIX века и связан с разорением государств южной Германии в результате Наполеоновских войн. В это время швабские переселенцы селились на черноморском побережье Российской империи в Таврии, Новороссии, и так далее, где составили значительную часть населения немецких колоний. Ещё одна волна швабских переселенцев в Россию связана с протестантской сектой «вюртембуржских сепаратистов», которая в ходе религиозных гонений в 1819—1822 годов добивается переселения на Кавказ (где по их представлениям располагалась «земля обетованная»), на территорию нынешних Грузии и Азербайджана. Так, например, швабами была основана колония Хеленендорф, ныне крупный винодельческий центр в современном Азербайджане город Гёйгёль. К 1930-м годам в Закавказье насчитывалось 21 швабское поселение, общая численность (по переписи 1939 года) составляла 44 093 человека.

## Швабский диалект
В языковом плане швабский диалект в России в результате контактов с другими немецкими диалектами подвергся процессу выравнивания. В Поволжье, где основу иностранных колонистов составляли выходцы из средней Германии, швабский диалект был практически вытеснен. Диалект поволжских немцев, отличающийся по мнению диалектологов (Вейлерт А. А.) значительной единообразностью, является в своей основе средненемецким диалектом (с признаками как восточно- так и западнонемецкого диалекта). В Причерноморье, в отличие от Поволжья, как уже отмечалось, среди немецких колонистов были представлены прежде всего выходцы из Южной Германии — носители южнофранкских и швабских диалектов. Здесь также шёл процесс смешения и выравнивания немецких диалектов. В силу своей близости к литературной норме, основу смешанных диалектов составляли южнофранкские диалекты, а швабские сохранялись в виде вторичных признаков (В. М. Жирмунский).
В чистом виде швабский диалект сохранялся в немецких колониях Закавказья. Это связано с территориальной и, прежде всего, религиозной изоляцией немецкого населения местных колоний от других ареалов немецкого расселения в России и СССР (вплоть до 1941 года).
Среди признаков, отличающих швабский диалект от других верхненемецких диалектов можно назвать:
- переход [o:] в [au]: daut (tot);
- [iu] в [ui]: knui (Knie);
- переход st, sp в любых позициях в št, šp: brušt (Brust), haš (или hašt) (hast);
- отпадение -n-, -en перед -d- и в окончании: hã:d (Hand), gaõ: (gehen) и других;
- использование в качестве уменьшительно-ласкательного суффикса -le, -rle вместо литературных -lein, -chen, например «Buberle» — «Bubchen» (мальчик).